# 1491 Balduinus
1491 Balduinus је астероид чија средња удаљеност од Сунца износи 3,242 астрономских јединица (АЈ).
Апсолутна магнитуда астероида је 12,2 а геометријски албедо 0,081.